# Mike Tauchman
Michael Robert Tauchman (né le 3 décembre 1990 à Palatine, Illinois, États-Unis) est un joueur de champ extérieur des White Sox de Chicago de la Ligue majeure de baseball.

## Carrière
Joueur des Braves de l'université Bradley, Mike Tauchman est réclamé au 10e tour de sélection par les Rockies du Colorado lors du repêchage amateur de 2013. 
Il fait ses débuts dans le baseball majeur avec les Rockies du Colorado le 27 juin 2017.